# Atherigona aster
Atherigona aster este o specie de muște din genul Atherigona, familia Muscidae. A fost descrisă pentru prima dată de Fritz Isidore van Emden în anul 1940.
Este endemică în Kenya. Conform Catalogue of Life specia Atherigona aster nu are subspecii cunoscute.